# Riserva naturale Cratere degli Astroni
La riserva naturale Cratere degli Astroni è un'area naturale protetta situata nei comuni di Pozzuoli e Napoli, nella città metropolitana di Napoli. La riserva è stata istituita dal Ministero per l'Ambiente nel 1987, gestita dal WWF Italia.
È un cratere, uno dei più grandi tra i circa trenta che si trovano nella zona dei Campi Flegrei e sicuramente quello meglio conservato nella sua struttura. È attraversato da sentieri naturalistici ed osservatori per l'avifauna, attrezzati con pannelli esplicativi e bacheche, per un totale di 15 km di percorsi diversificati. Fino al 2005 è stato sede di un importante centro di recupero per la fauna selvatica.

## Territorio

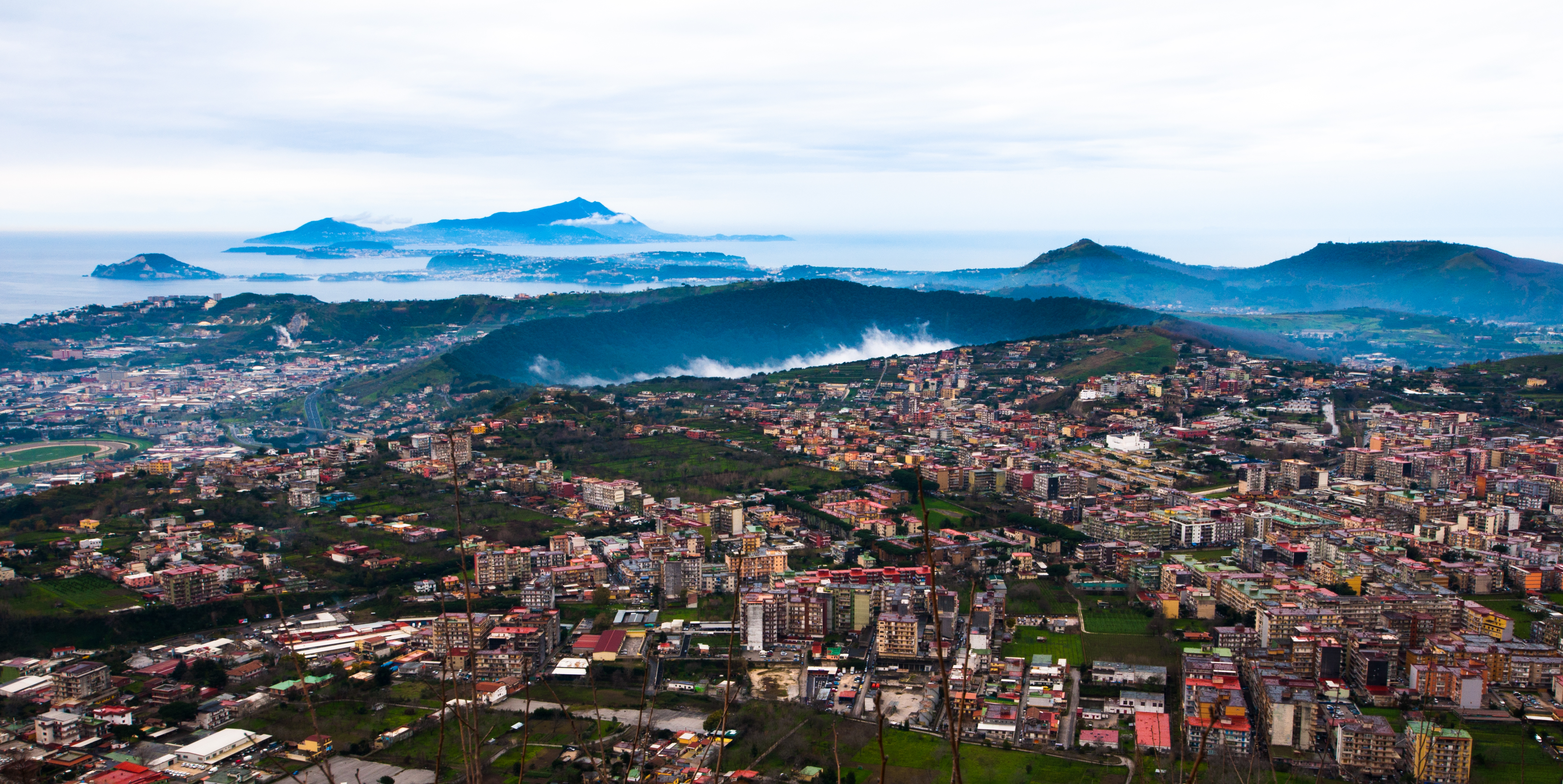
Panoramica sul cratere degli Astroni

Il cratere ha un'estensione di circa 250 ettari ed un perimetro di circa 6,5 km.
All'interno del cratere vi sono 3 colli (Imperatrice, Rotondella, Pagliaroni) che ne occupano gran parte della superficie. La zona sud-occidentale è piatta con tre piccoli stagni (il maggiore è denominato "Lago Grande") ricchi di specie animali e vegetali. Durante il regno dei Borbone è stato uno dei siti reali di caccia, dove i sovrani organizzavano battute di caccia soprattutto ai cinghiali e ai cervi.
L'attività eruttiva degli Astroni si è manifestata con 7 diverse eruzioni, iniziate circa 4100 anni fa e terminate circa un secolo dopo. Le eruzioni sono state prevalentemente di natura freatomagmatica (esplosive) e in parte effusive, con emissioni di lave che hanno generato alcuni rilievi interni, il Colle dell'Imperatrice, i Pagliaroni e la Rotondella, e il duomo lavico della Caprara.
La Riserva, che ricade nel comune di Pozzuoli, confina a sud con il cratere di Agnano (quartiere Bagnoli di Napoli), a est con il quartiere Pianura di Napoli, a nord con la via Montagna Spaccata/zona Pisani, a ovest con il cratere di Cigliano. La Tangenziale di Napoli costeggia il cratere da Pozzuoli / Via Campana fino ad Agnano.

## Fauna

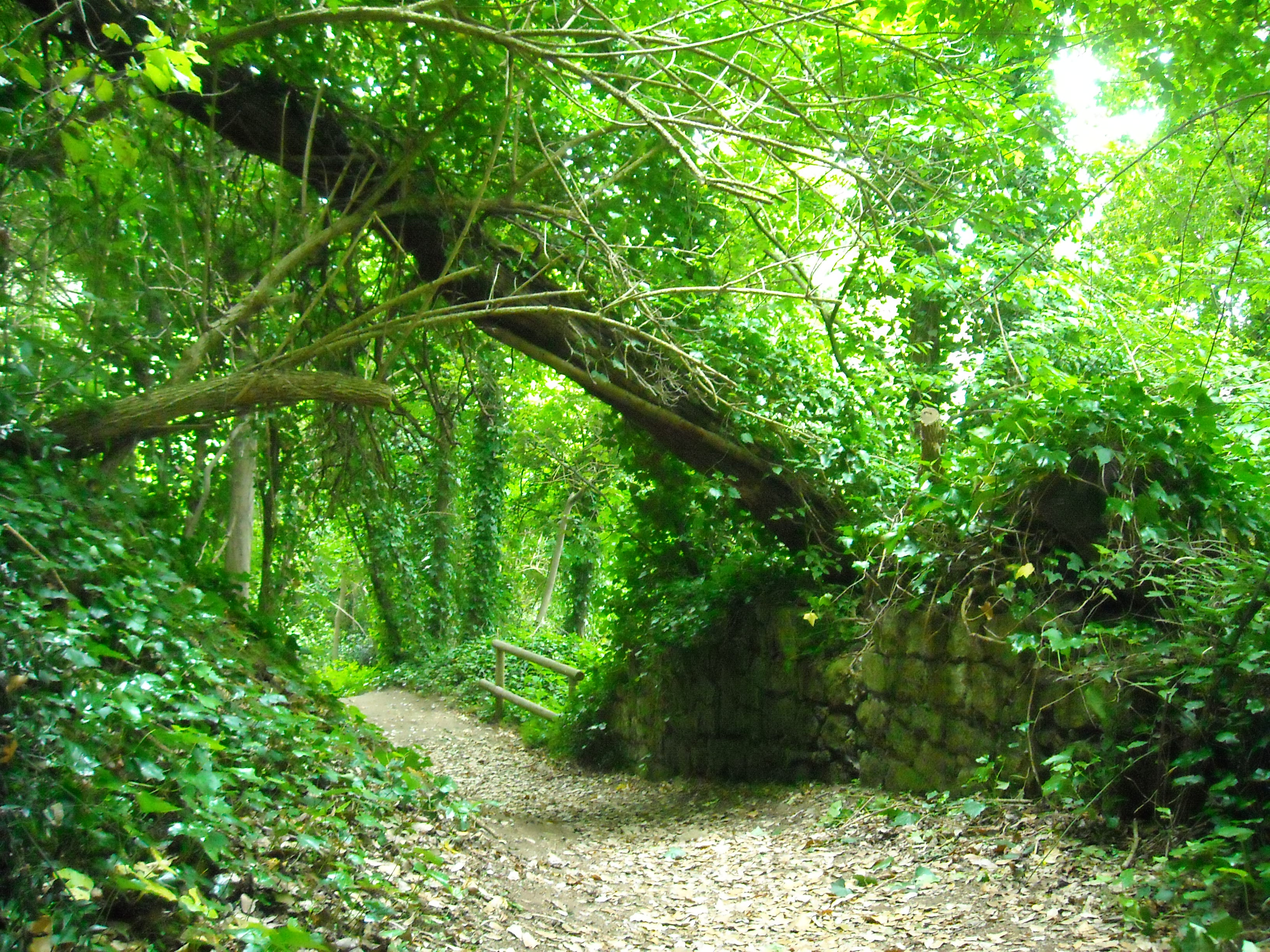
Il Sentiero Borbonico

Queste alcune delle specie di uccelli, stanziali e migratori, che si possono trovare nel cratere: occhiocotto, scricciolo, capinera, merlo, pettirosso, fringuello, cinciallegra, cinciarella, codibugnolo, ghiandaia, picchio rosso maggiore, picchio verde, moretta tabaccata, germano reale, folaga, gallinella d'acqua, tuffetto, airone cenerino, garzetta, tarabusino, porciglione; tra i rapaci: sparviere, poiana, gheppio, falco pellegrino, falco di palude, allocco, barbagianni, civetta, assiolo.
Inoltre, si segnala la presenza della volpe, della donnola, del riccio, del ghiro, del topo quercino, del moscardino, della talpa e del mustiolo etrusco.

## Flora

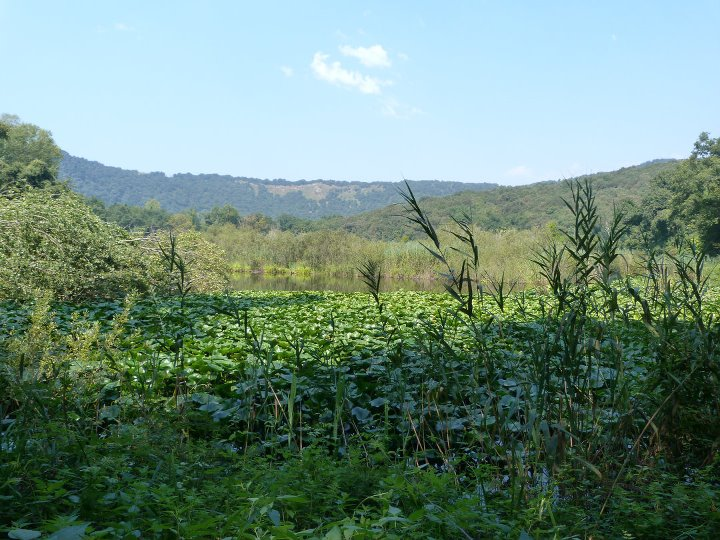
La vegetazione in uno degli stagni

La vegetazione è caratterizzata dal fenomeno dell'inversione vegetazionale a causa della morfologia, a forma di catino, per la presenza di specchi d'acqua e di una falda acquifera superficiale e per l'elevata umidità nel fondo del cratere. Per tale motivo sull'orlo del cratere, più arido e assolato, cresce la vegetazione a macchia mediterranea, mentre sul fondo del cratere, prevale il bosco misto deciduo.
Queste alcune delle specie che si possono trovare nel cratere: castagno, farnia, carpino bianco, carpino nero, carpino orientale, olmo campestre, acero campestre, orniello, pioppo tremulo, leccio, erica arborea, mirto, corbezzolo, ligustro, salicone, cannuccia di palude, ninfea bianca. Alcune  specie sono state introdotte dall'uomo e andrebbero eradicare: robinia, quercia rossa americana, pioppo del Canada.

## Come arrivarci
- In auto - Via Tangenziale, uscita di "Agnano" (nº 11), alla rotatoria a destra per 1,7 km.

L'accesso alla Riserva è in via Agnano agli Astroni 468, Napoli.